# Revolta na Albânia em 1997

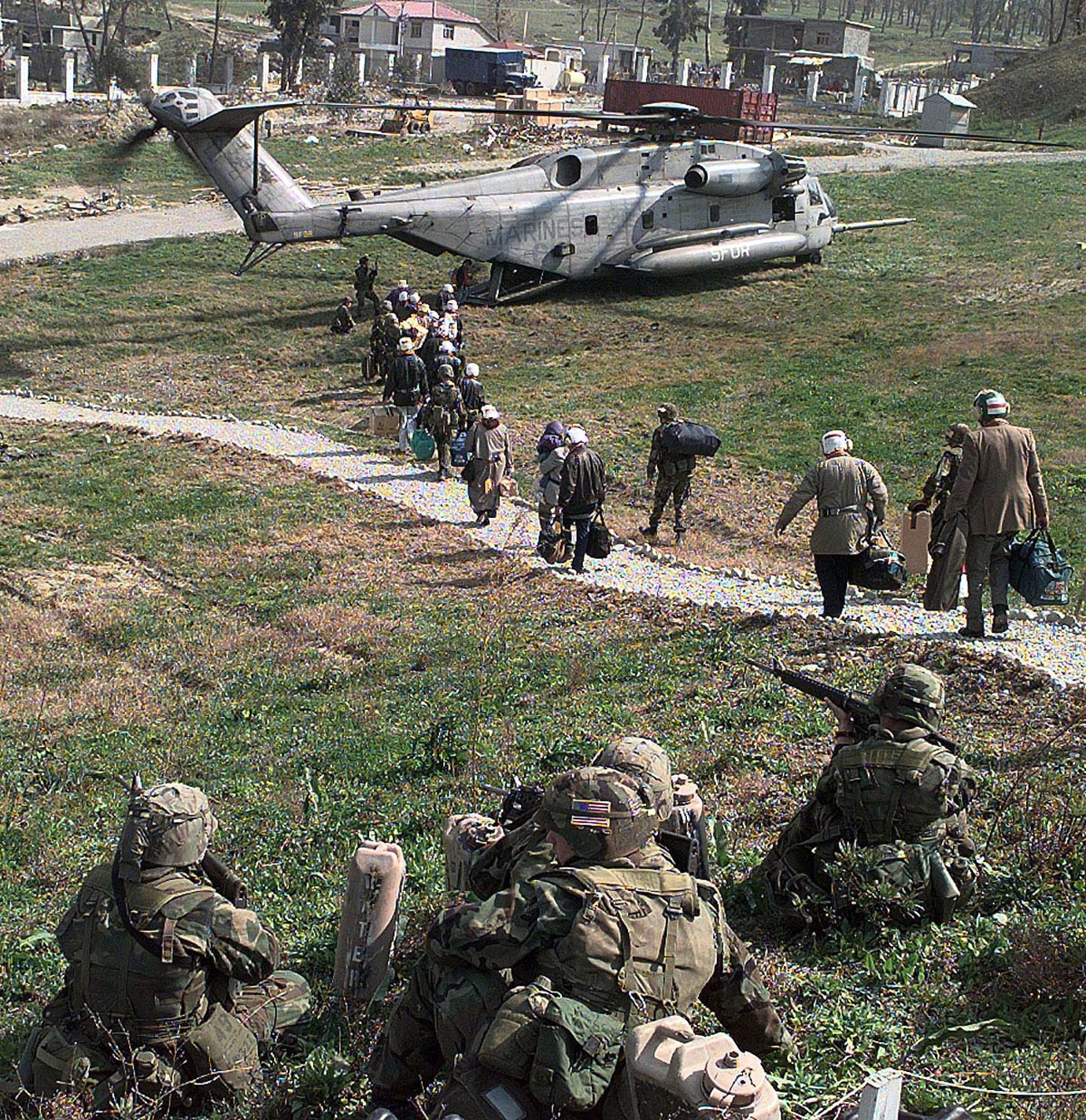
Em 15 de março de 1997, Tirana, Albânia - os cidadãos norte-americanos são evacuados da Embaixada dos Estados Unidos pelo CH-53 Super Stallion em combate e protegido por fuzileiros navais, depois que o governo da Albânia, perdeu o controle sobre o seu exército e se dissolveu.

A Revolta na Albânia de 1997, também conhecida como a Revolta das Pirâmides ou Anarquia na Albânia, ocorreu durante o primeiro trimestre de 1997.
Em 1992, o Partido Democrático da Albânia venceu as primeiras eleições livres na Albânia, Sali Berisha tornou-se presidente. A Albânia havia se tornando uma economia liberalizada, depois de anos sob uma economia controlada, porém o sistema financeiro rudimentar tornou-se dominado por pirâmides financeiras, o chamado Esquema Ponzi. Funcionários do governo apoiaram os esquemas e aprovaram uma série de fundos de investimento em pirâmide. 
Em janeiro de 1997 os esquemas (na verdade, fachada para lavagem de dinheiro e tráfico de armas) não conseguiam mais fazer os pagamentos uma vez que o número de investidores cresceu para além de dois terços dos albaneses (número maior que a população economicamente ativa do país), pois pessoas que tinham sido atraídas pela promessa de ficarem ricas rapidamente. 
Estima-se que cerca de 1,5 bilhões dólares foram investidos em empresas que ofereciam taxas de lucros mensais que variavam entre 10 a 25 por cento, enquanto o rendimento médio mensal era cerca de 80 dólares. 
Os cidadãos venderam suas casas para investir nos esquemas e os imigrantes que trabalhavam na Grécia e na Itália transferiram recursos adicionais para os esquemas em casa. 
Com a quebra das pirâmides a economia entrou em colapso.
Houve uma rebelião generalizada devido a crise na economia popular, queda do governo e pelo menos 10 dias de guerra civil, mais de 3700 mortos e 5000 feridos durante os confrontos.
Foi necessária intervenção internacional para o restabelecimento da ordem. Em 28 de março, a ONU aprovou a resolução n º. 1101 de ajuda humanitária para a Albânia. Em 15 de abril, forças da Operação Alba começaram a chegar na Albânia, cerca de 7000 soldados, sob a direção da Itália vieram a Albânia para restaurar a ordem e a lei. 
Foi um momento muito delicado para a Albânia, que em poucas semanas, o Estado passou da decomposição até a anarquia completa, passando pela guerra civil. O governo foi derrubado e cerca de 3700 pessoas foram mortas.